# Pfarrkirche St. Leonhard in Passeier

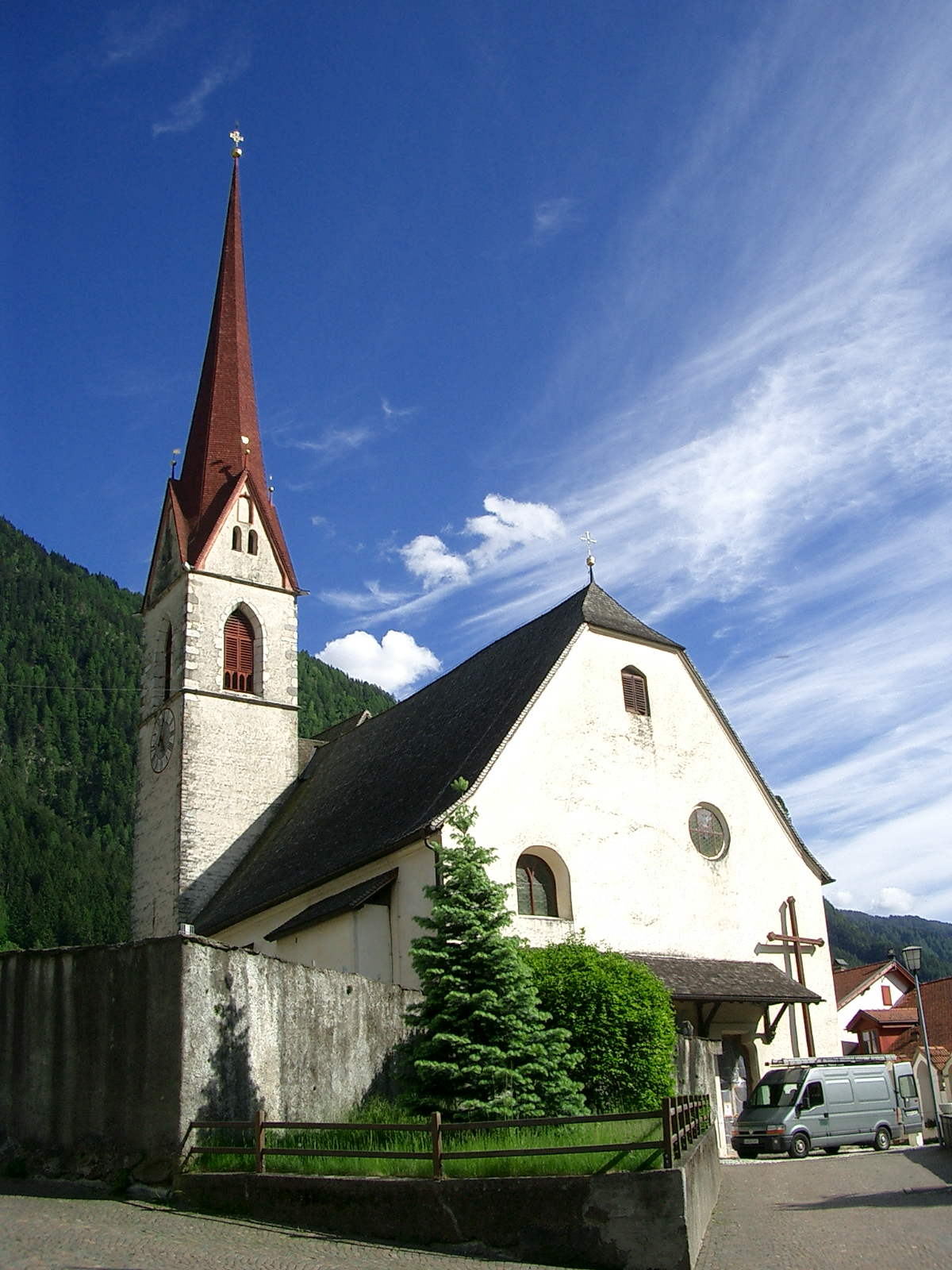
St. Leonhard in Passeier

St. Leonhard ist die römisch-katholische Pfarrkirche von St. Leonhard in Passeier in Südtirol. Pfarrkirche, Friedhofskapelle und Friedhof stehen seit dem 23. April 1982 unter Denkmalschutz.

## Geschichte
Die dem Heiligen Leonhard von Limoges gewidmete Kirche wurde 1116 erstmals erwähnt, als sie Bischof Gebhard von Trient weihte. Um die Kirche gründete sich eine Pilgerherberge und darum eine Siedlung, die wie die ganze östliche Talhälfte zunächst zur Pfarrei Schenna gehörte. Möglicherweise erlangte die Tochterpfarrei bereits gegen Ende des 12. Jahrhunderts die volle Unabhängigkeit. Der Überlieferung nach soll Ulrich von Tarasp, Stifter des Klosters Marienberg die neue Pfarrei gegründet und auch mit Gütern ausgestattet haben. Am 21. Dezember 1219 schenkte der römisch-deutsche Kaiser Friedrich II. (1194–1250) die Kirche dem Deutschen Orden. Zunächst dürfte es sich um eine romanische Kirche gehandelt haben. In gotischer Zeit entstand der heutige Chor mit Netzrippengewölbe. Die oberen Turmgeschosse stammen aus dem 16. Jahrhundert. 1433 ist auch die Friedhofskapelle St. Georg beurkundet, die im 17. Jahrhundert umgestaltet wurde. 1646 erweiterte man die Kirche um ein Seitenschiff. Im 18. Jahrhundert wurde der Innenraum barockisiert. Der Deutsche Orden blieb bis zur Säkularisation 1803 der Patronatsherr. Der Pfarrei unterstanden im 19. Jahrhundert außer St. Leonhard, die Kuratien Moos und Rabenstein, sowie die Exposituren Stuls, Walten und Schweinsteg. 1833 erfolgte eine Renovierung, bei der die Wände mit einem blaugrünen Anstrich versehen wurden. Bis zur Gründung des eigenen Dekanates 1827, gehörte St. Leonhard zum Dekanat Schenna.

## Beschreibung

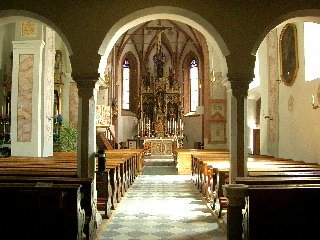
Innenraum

Die Kirche ist zweischiffig, mit einem Kreuzgewölbe, Spitzbogenfenstern und polygonalem Presbyterium. Die Gewölbedekorationen im Chor stammen aus dem Jahr 1583. Der wertvolle spätgotischen Flügelaltar des österreichischen Bildhauers Hans Klocker wurde im Zuge von Umgestaltungsmaßnahmen entfernt und im 19. Jahrhundert durch einen neugotischen Hochaltar und Kanzel ersetzt. Der Taufstein datiert auf das Jahr 1545. Zu den Kirchengerätschaften des 19. Jahrhunderts zählten eine silberne Monstranz, ein Kelch in gotischer Form, ein Altarkreuz mit einem Christusbild in Elfenbein, sowie ein Reliquiar mit Reliquien des Kirchenpatrons.